# NGC 5679C
NGC 5679C je kompaktna galaktika u zviježđu Djevici. Dio je skupine NGC 5679.

## Vanjske poveznice
- (engl.) SEDS: NGC 5679
- (engl.) Hartmut Frommert: Revidirani Novi opći katalog
- (engl.) Izvangalaktička baza podataka NASA-e i IPAC-a
- (engl.) Astronomska baza podataka SIMBAD
- (engl.) VizieR
- DSS-ova slika NGC 5679  Arhivirana inačica izvorne stranice od 7. travnja 2016. (Wayback Machine)
- (engl.) Auke Slotegraaf: NGC 5679 Deep Sky Observer's Companion
- (engl.) Courtney Seligman: Objekti Novog općeg kataloga: NGC 5650 - 5699